# Chiesa Nuova (Assisi)
La Chiesa Nuova è un luogo di culto cattolico di Assisi, situato nella piazza omonima.

## Storia
Già in un documento del 1398, viene citata una piccola chiesa costruita sul luogo che la tradizione identifica come "la casa paterna e natale di san Francesco d'Assisi" che era un'importante tappa dei pellegrinaggi sulle orme di Francesco d'Assisi.
Nel 1615, per volere del re di Spagna Filippo III e grazie al suo finanziamento, venne intrapresa la costruzione di una nuova chiesa su progetto di Rufino da Cerchiara, al posto di quella medioevale, che doveva essere già completata nel 1621 e che è tutt'ora l'unica realizzazione 'moderna' di un edificio religioso.

## Descrizione

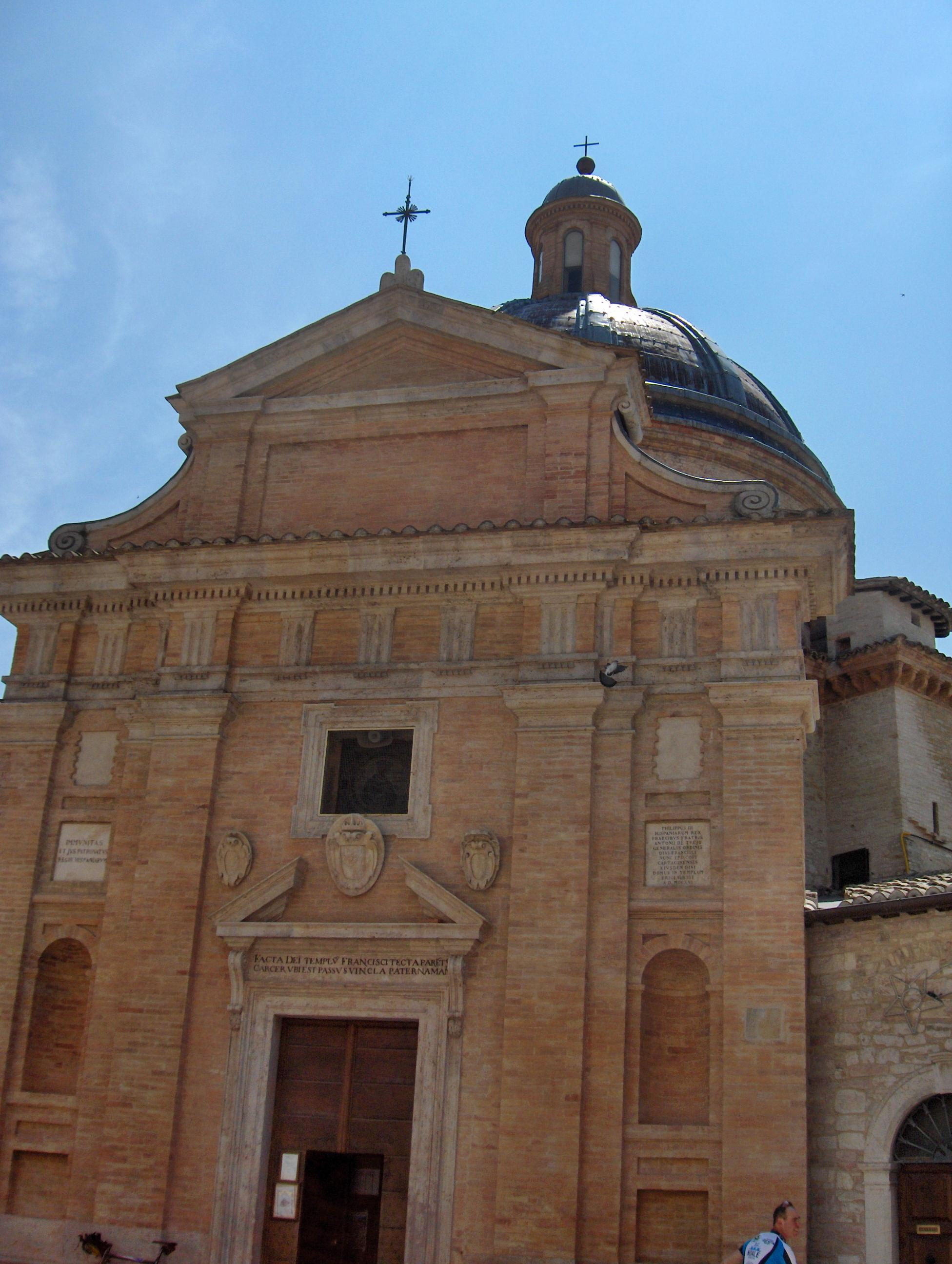
La facciata

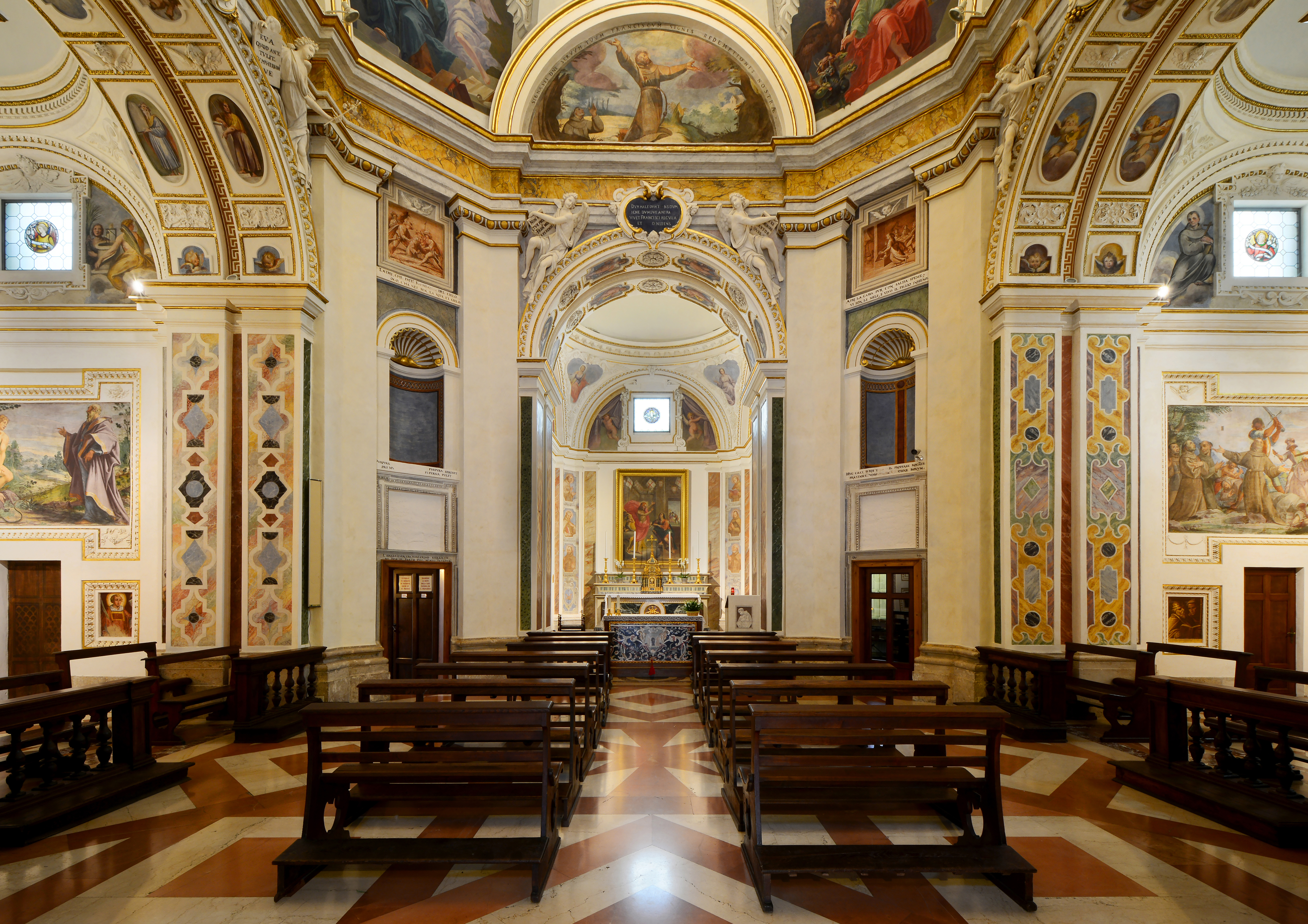
Interno

### Esterno
All'esterno la chiesa si affaccia sull'omonima piazzetta con la semplice facciata barocca. Questa, realizzata in mattoncini, è movimentata verticalmente da varie lesene e da due nicchie vuote situate nei settori laterali; in quello centrale, invece, si trovano il portale con cornice in travertino e la finestra rettangolare che dà luce all'interno. Poco più sopra vi è, infine, il frontone triangolare.
Nella piazza vi è un gruppo statuario, raffigurante i genitori di S. Francesco, opera recente di R. Joppolo (1984).

### Interno
All'interno la chiesa si presenta con la pianta a croce greca e con cupola nel vano centrale: questa scelta stilistica non è casuale, poiché l'architetto si ispirò alla struttura della chiesa romana di Sant'Eligio degli Orefici, opera indiscussa di Raffaello Sanzio.
La decorazione parietale interna della chiesa è pressoché interamente pittorica e fu iniziata intorno al 1623: il vano centrale è decorato da lesene dipinte a finto marmo e dai quattro pennacchi raffiguranti gli evangelisti, nei transetti si trovano dei dipinti seicenteschi monocromi raffiguranti Storie della vita di san Francesco.
Gli affreschi sono stati realizzati per la maggior parte da Cesare Sermei: nella Cappella del Crocifisso eseguì alcuni episodi della vita di santa Chiara, mentre nella Cappella di san Bernardino affrescò le scene della vita del Santo. 
Lavorarono alla decorazione della chiesa anche altri pittori: Vincenzo Giorgetti lavorò nella cappella di Sant’Antonio dove affrescò il Martirio dei francescani in Giappone e il Martirio dei francescani a Ceuta, tragici e recenti episodi di martirio cristiano.
Nel presbiterio la tela raffigurante il Sogno di san Francesco è anch'essa del Sermei, come gli affreschi sulle pareti laterali con il Martirio dei francescani nelle Fiandre e il Martirio dei francescani in Marocco.
Di fianco alla chiesa, all'interno dell'edificio del convento, sono ancora visibili alcuni vani dell'antica casa di san Francesco, come la sua camera, il sottoscala, detto "carcere", in cui fu rinchiuso dal padre per punirlo della sua decisione di lasciare tutto per vivere da povero ed il magazzino del negozio del padre.

### Organo a canne
L'organo a canne, proveniente dalla chiesa di San Damiano, per la quale era stato costruito nel 1927 dalla ditta organaria tedesca Späth Orgelbau, è stato installato nel 1957. Nel 1978, è stato ampliato con l'installazione di una nuova consolle, proveniente dalla chiesa di Sant'Antonio da Padova di Terni e realizzata nel 1952. Attualmente, lo strumento ha due tastiere di 61 note ciascuna ed una pedaliera concavo-radiale di 32. A trasmissione elettrica è suddiviso in due corpi distinti: il Grand'Organo, corrispondente alla prima tastiera, e il Pedale sono situati in una cassa priva di mostra nella navata: l'Espressivo, invece, in un locale adiacente alla chiesa.